# Ho un buco giovedì
Ho un buco giovedì è un mediometraggio italiano del 2013 diretto da Ugo Fangareggi.

## Trama
Gianni, a seguito di un incidente domestico, sviluppa una forma di Parkinson che lo costringerà quasi subito a dover servirsi della sedia a rotelle. Sotto consiglio del neurofisiatra Nicola Modugno, decide di sottoporsi ad un delicato intervento chirurgico che lo porterà a recuperare le proprie capacità motorie dell'85%.

## Produzione
La stesura della sceneggiatura ha richiesto oltre due anni. In principio sceneggiatura teatrale, è stata in seguito riadattata per il cinema.
Le riprese del film si sono svolte tra aprile e luglio del 2013.
Tra i luoghi delle riprese, l'Istituto Neurologico Neuromed di Pozzilli, la piana di Castelluccio di Norcia, il monte Terminillo, il paese di Ornaro Alto e Colle di Tora.

## Colonna sonora
Il tema finale del film, Parkinwaltz, è stato composto dal musicista Stefano Zaccagnini.

## Distribuzione
Il film è stato proiettato in anteprima al Cinema Trevi di Roma il 21 gennaio 2014